# Spil Dansk Dagen
Spil Dansk Dagen er et initiativ til fremme af dansk musik. Initiativet blev taget af KODA, og dagen blev første gang afholdt i 30. november 2001.[kilde mangler] Dagen blev en succes, og den er gentaget hvert år siden. Dagen for afholdelsen er endt med at blive den sidste torsdag i oktober hvert år.

## Arrangementet
En lang række af musik- og kulturlivets organisationer er gået sammen om at sætte fokus på musik skabt af danske musikere, komponister og sangskrivere. 
Tanken er, at den danske befolkning (i hvert fald) den dag om året præsenteres for en bred vifte og mangfoldighed af dansk musik. Der bliver derfor afholdt en lang række koncerter, andre arrangementer og fællessang med dansk musik som tema, lige som flere radio- og tv-stationer, blandt andet DR, støtter sagen ved udelukkende at spille dansk musik. Der er koncerter på spillesteder, musikhuse, i kirker, på biblioteker, virksomheder, hospitaler, fængsler, musikskoler, højskoler, efterskoler, folkeskoler, plejehjem, restauranter, butikker og på gader og stræder. Spil Dansk Dagen er også en lang række helt særlige musikarrangementer, som finder sted på unikke steder, hvor der er sat fokus på særlige kunstneriske værker, nye sammensætninger af musikere og publikum og udnyttelsen af nye teknologier. 
Spil Dansk Dagen er musiklivets årlige festdag, og er den største danske musik-event, som med flest arrangementer på én dag når ud til flest forskellige mennesker og steder over hele Danmark og Sydslesvig.
Spil Dansk Dagen er for alle aldre og alle genrer, og der er medvirken af både professionelle og amatører. Spil Dansk Dagen er også et musikalsk møde på tværs af aldre, genrer, sprog og i et et møde mellem det folkelige og det elitære.
Der kan synges på alverdens sprog, blot musikken er skabt og produceret af danske musikere, komponister og sangskrivere. 
Blandt de aktiviteter, der foregår på Spil Dansk Dagen, kan nævnes:
- Valg af Årets Danske Sang, en konkurrence, som alle kan indsende bidrag til.
- Valg af Årets Danske Børnesang, en konkurrence svarende til Årets Danske Sang, men med bidrag målrettet mod børn.
- Fællessangen, som er et landsdækkende arrangement med udgangspunkt i en radioudsendelse fra DR, hvor skoler, arbejdspladser, familier osv. opfordres til sammen at synge med på de spillede sange.

I 2009 var der ca. 1.000 musikarrangementer over hele Danmark og Sydslesvig på Spil Dansk Dagen.
I 2010 fejrede Spil Dansk Dagen sit 10 års jubilæum.
I 2013 markeredes Spil Dansk Dagen ved, at P4 kårede den bedste danske sang fra de sidste 25 år, mens P3 kårede det bedste danske album.

## Historie
Første gang, Spil Dansk Dagen blev afholdt, var i 2001, og med DR som markant formidler af budskabet blev der stor opmærksomhed om dagen, så det blev mere end bare en éngangsforestilling.
- 2001: 30. november
- 2002: 31. oktober
- 2003: 30. oktober
- 2004: 28. oktober
- 2005: 27. oktober
- 2006: 26. oktober
- 2007: 25. oktober
- 2008: 30. oktober
- 2009: 29. oktober
- 2010: 28. oktober
- 2011: 27. oktober
- 2012: 25. oktober
- 2013: 31. oktober
- 2014: 30. oktober
- 2015: 29. oktober
- 2016: 3. november